# 宮田早苗
宮田 早苗（みやた さなえ、1962年〈昭和37年〉11月22日 - ）は、日本の女優。東京都出身。身長は167cm、血液型はO型。劇団東京乾電池、ノックアウト所属。東京都立松原高等学校卒業。

## 出演

### テレビドラマ

#### NHK
- 菜の花の沖（2000年）
- 女神の恋（2003年）
- 盲導犬クイールの一生（2003年） - 宮田政晴の母 役
- どんまい!（2005年）
- ディロン〜運命の犬（2006年）
- 夕陽ヶ丘の探偵団（2008年）
- まっつぐ〜鎌倉河岸捕物控〜（2010年） - おたつ 役
- チャレンジド（2011年） - 江藤元気の母 役
- 受験のシンデレラ（2016年） - 沖田早織 役
- 我が家の問題（2018年） - 山田あや 役
- しずかちゃんとパパ（2022年） - 道永千鶴子 役
- 正直不動産（2022年） - 高田咲江 役
- 藤子・F・不二雄 SF短編ドラマ「親子とりかえばや」（2023年） - 相良和代 役
- デフ・ヴォイス 法廷の手話通訳士（2023年） - 手塚美ど里 役
- 虎に翼（2024年） - 斧ヶ岳寛子 役[1]
- しあわせは食べて寝て待て（2025年） - 反橋りくの母 役

#### 日本テレビ
- 透明人間（1996年）
- 聖龍伝説（1996年） - 速水小夜子 役
- 恋の片道切符（1997年）
- 最後の弁護人（2003年） - 目撃者（妻） 役
- 百鬼夜行抄（2007年） - 有沢聡子 役
- ザ・クイズショウ（2009年） - 高島美樹 役
- ドン★キホーテ（2011年） - 岩倉貴子 役
- 町医者ジャンボ!!（2013年） - 石野美奈代 役
- 殺人偏差値70（2014年） - 真山理佳子の母 役
- 青春探偵ハルヤ〜大人の悪を許さない!〜（2015年） - 谷花子 役
- ドクターカー (テレビドラマ)（2016年） - 板倉美智子 役
- 3年A組-今から皆さんは、人質です-（2019年） - 景山澪奈の母 役
- ホットスポット（2025年） - 篠崎 役[2]
- 恋愛禁止 第7話（2025年8月14日、読売テレビ） - 津坂圭子 役[3]
- 火曜サスペンス劇場
  - 「救急指定病院9」（1998年） - 佐藤先生 役
  - 「転勤判事4」（1998年） - 風間芳江 役

#### TBS
- ぽっかぽか（1994 - 1996年） - 中村洋子 役
- おかみ三代女の戦い（1995年）
- おひさまがいっぱい（1996年） - 浜田真弓 役
- リスキー・ゲーム（1996年）
- いのちの現場から（2001年） - 阿部真紀子 役
- こちら第三社会部（2001年） - 村西久美 役
- こちら本池上署（2002年） - 工藤登美子 役
- ひと夏のパパへ（2003年）
- ヤ・ク・ソ・ク（2005年） - 真鍋尚美 役
- 3年B組金八先生（2005年） - 小塚芳子 役
- 誰よりもママを愛す（2006年）
- 特命!刑事どん亀（2006年） - 白井咲菜 役
- お・ばんざい!（2007年） - 多古悦子 役
- 君のせい（2009年） - 三上多恵子 役
- 特上カバチ!!（2010年） - 甲斐貴子 役
- BUNGO -日本文学シネマ-（2010年）
- 深夜食堂（2011年） - 鈴木晴子 役
- 走馬灯株式会社（2012年） - 沖島夏子 役
- 滅相も無い（2024年）[4]
- 月曜ドラマスペシャル
  - 「フォトグラファー桜井美由紀1」（1996年） - 乗松弓枝 役
  - 「名探偵キャサリン4」（1998年） - 野川いずみ 役
- 月曜ミステリー劇場
  - 「示談交渉人甚内たま子裏ファイル2」（2002年） - 吉村雅美 役
  - 「世直し公務員ザ・公証人3」（2003年） - 藤倉志乃 役
  - 「税務調査官・窓際太郎の事件簿12」（2005年） - 松永美弥子 役
- 月曜ゴールデン
  - 「世田谷駐在刑事1」（2012年） - 浜野君江 役
  - 「スナーク狩り」（2012年） - 国分妙子 役
  - 「山岳刑事1」（2012年） - 本条良子 役
  - 「警視・深町征爾2」（2013年） - 川島智子 役
- 月曜名作劇場
  - 「あんみつ検事の捜査ファイル1」（2016年） - 三宅田鶴子 役

#### フジテレビ
- NIGHT HEAD（1992年） - 湯島佳代 役
- 悪魔のKISS（1993年） - 柘美奈子 役
- 美味しんぼ（1994年）
- ひとりにしないで（1995年）
- 恋愛結婚の法則（1999年）
- 氷の世界（1999年） - 久保友紀恵 役
- ブランド（2000年）
- ショムニ（2000年） - 寺崎和恵 役
- 救命病棟24時 第2シリーズ（2001年） - 小田切三智子 役
- HERO（2001年） - 萩原貴美子 役
- ロング・ラブレター〜漂流教室〜（2002年） - 大友美恵子 役
- ナースのお仕事 第4シリーズ（2002年） - 堀内良恵 役
- 天才柳沢教授の生活（2002年） - 高橋さん 役
- 徳川綱吉 イヌと呼ばれた男（2004年） - 白河（大奥総取締） 役
- 女の一代記（2005年）
- 恋におちたら〜僕の成功の秘密〜（2005年） - 小田切
- 暴れん坊ママ（2007年） - 「秀育塾」の先生 役
- 鹿男あをによし（2008年） - 「News Street」キャスター 役
- 33分探偵（2008年） - 権藤美佐子 役
- イノセント・ラヴ（2008年） - 島田智代 役
- ありふれた奇跡（2009年） - スナック「妙」のママ 役
- 絶対零度〜未解決事件特命捜査〜（2010年） - 本谷恵理子 役
- スクール!!（2011年） - 関口美奈 役
- プロポーズ兄弟〜生まれ順別 男が結婚する方法〜（2011年） - 佐々木綾の母 役
- チーム・バチスタ3 アリアドネの弾丸 第4話（2011年） - 杉山智子 役
- それでも、生きてゆく（2011年） - 川藤看護師 役
- GTO（2012年） - 神崎伸子 役
- モメる門には福きたる（2013年） - 横井良子 役
- ガリレオ 第2シーズン（2013年） - 小島啓子 役
- 家族の裏事情（2013年） - 高城祥子 役
- プラチナエイジ（2015年） - 浅尾佳奈子 役
- 探偵の探偵（2015年） - 紗崎梓 役
- 熱血シングル・ファザー〜新聞記者・新庄圭吾の事件ファイル〜3（2016年） - 水沢信子 役
- 刑事ゆがみ（2017年） - 西野恵 役
- グッド・ドクター（2018年） - 滝川玲香 役
- さくらの親子丼 第2シーズン（2018年） - 小宮山敏江 役
- ラジエーションハウス（2019年） - 金田富恵 役
- まだ結婚できない男 第2シーズン（2019年） - 木村玲子 役
- アライブ がん専門医のカルテ（2020年） - 土方律子 役
- アンサング・シンデレラ病院薬剤師の処方箋（2020年） - 羽倉志帆 役
- サロガシー（2021年） - 江島彰子 役
- 元彼の遺言状（2022年） - 秦野廉 役[5]
- 波うららかに、めおと日和（2025年） - 深見龍之介の母 役
- スティンガース 警視庁おとり捜査検証室 第2話（2025年） - ヒロシの母 役[6]
- 世にも奇妙な物語
  - 第2シリーズ「女優」（1991年）
  - 秋の特別編「公園デビュー」（1996年） - タカシ君の母 役
  - 秋の特別編「黄色が恐い」（1998年） - 中年女性
  - 秋の特別編「声を聞かせて」（2002年） - 店長の妻
  - 春の特別編「サイゴノヒトトキ」（2004年） - 妻・よしえ 役
  - 2008秋の特別編「さっきよりもいい人」（2008年） - 妻
  - 2009秋の特別編「理想のスキヤキ」（2009年） - 母・緑 役
  - '13春の特別編「AIRドクター」（2013年） - 自称・水沢玉緒（孤独な旅行者） 役
  - '14秋の特別編「サプライズ」（2014年） - 藤村優希の母 役
  - '18秋の特別編「幽霊社員」（2018年） - 工藤美和 役
- 金曜エンタテイメント
  - 「おばさんデカ 桜乙女の事件帖4」（1996年） - 中沢恵子 役
- 金曜プレステージ
  - 「外科医 鳩村周五郎 闇のカルテ」（2006年） - 立花弘子 役

#### テレビ朝日
- 風の刑事・東京発!（1995年）
- なっちゃん家（1998年）
- 生きる（2007年）
- ツナガルココロ 〜3つの愛の物語〜（2007年） - 佐藤愛の母 役
- 警視庁継続捜査班（2010年） - 綾部（小倉）京子 役
- 熱海の捜査官（2010年） - 阿久根淑子 役
- Answer〜警視庁検証捜査官（2012年） - 山根幸子 役
- 警視庁・捜査一課長 Season3（2018年） - 三波圭子 役
- 相棒
  - Season17（2018年） - 谷岡麻子 役
  - Season20（2022年） - 多岐川愛子 役
- 特捜9 season6 第7話（2023年） - 関口エリ 役[7]
- 土曜ワイド劇場
  - 「こちら禅寺探偵局2」（1996年） - 高木ヨシエ 役
  - 「タクシードライバーの推理日誌」（1998年） - 丸山秀美 役
  - 「警視庁特捜刑事の妻4」（2006年） - 谷畑光江 役
  - 「100の資格を持つ女〜ふたりのバツイチ殺人捜査〜1」（2008年） - 山崎晴世 役
  - 「おとり捜査官・北見志穂13」（2008年） - 糸井早苗 役
- 日曜プライム
  - 「疑惑」（2019年） - 佐々木佳子 役
  - 「全身刑事」（2020年） - 樋本佳奈 役
  - 「西村京太郎トラベルミステリー72」（2020年） - 大島絢乃 役

#### テレビ東京
- お助け同心が行く!（1993年）
- 恋、した。／花椿の秘密（1997年）
- BOYSエステ（2007年） - 赤城保子 役
- みんな!エスパーだよ!（2013年） - 石崎明美 役
- 北陸新幹線 / Friend-Ship Project ～親子のバトン～（2015年2月） - 高橋依子 役
- ワカコ酒（2015年）
- 噂の女（2018年） - 平塚良子 役
- 警視庁ゼロ係〜生活安全課なんでも相談室〜 第3シーズン（2018年） - 益山由美子 役
- 絶メシロード（2020年） - 佐藤秀美 役
- ソロ活女子のススメ
  - 第1シリーズ（2021年）
  - 第3シリーズ（2023年） - 温泉宿「宮本家」女将 役
  - 第4シリーズ（2024年） - 屋形船「船清」女将 役
  - 第5シリーズ（2025年） - ソロ活先輩 役
- 赤いナースコール（2022年） - 加藤陽子 役
- 女と愛とミステリー
  - 「いなか刑事・伊原泰三の退職捜査日誌2」（2002年） - 三浦真砂子 役
- 水曜ミステリー9
  - 「みちのく麺食い記者 宮沢賢一郎2」（2013年） - 持田知佳子 役
  - 「警視庁強行犯 樋口顕4」（2015年） - 島崎好子 役
- 月曜プレミア8
  - 「警視庁強行犯 樋口顕9」（2020年） - 神尾美雪 役
- 財閥復讐〜兄嫁になった元嫁へ〜（2025年） - 進藤フユ 役[8]

#### WOWOW
- 孤独の歌声（2007年） - 松田隆史の母 役
- 再生巨流（2011年） - 吉野タマコ 役
- しんがり 山一證券 最後の12人（2015年） - 明子の母 役

#### その他ドラマ
- 満福少女ドラゴネット（2010年）
- 雨が降ると君は優しい 第1話・第6話 - 最終話（2017年9月16日 - 、Hulu） - 柳川良美 役
- カフカの東京絶望日記（2019年） - 矢野壱子 役
- Hulu U35クリエイターズ・チャレンジ「速水早苗は一足遅い」（2022年2月、Hulu）
- モアザンワーズ/More Than Words（2022年9月16日、Amazon Prime Video） - 福長令奈 役
- あなたの恋人、強奪します。 第7話・第8話（2024年5月26日・6月2日、朝日放送テレビ） - 緒方君江 役[9]

### 映画
- バカヤロー! 私、怒ってます（1988年） - コンパニオン・英子 役
- バカヤロー!2 幸せになりたい。（1989年） - 久木都 役
- 亡霊学級（1997年）
- 天国までの百マイル（2000年） - 城所優子 役
- 連弾 (映画)（2001年） - 中年の婦人
- 雨鱒の川（2004年） - 高倉小百合の母 役
- 東京ゾンビ（2005年）
- 絶対恐怖 Pray プレイ（2005年） - 妻
- 紀子の食卓（2006年） - 島原妙子 役
- シムソンズ（2006年） - 小野香菜子 役
- 幸福のスイッチ（2006年） - 稲田清子（怜の母） 役
- Little DJ〜小さな恋の物語（2007年） - 海乃恵 役
- 転々（2007年） - 福原の妻 役
- ぼくたちと駐在さんの700日戦争（2008年） - ミカちゃんのお母さん 役
- おくりびと（2008年） - 富樫直美 役
- ハッピーフライト（2008年） - 竹内和代 役
- レイン・フォール/雨の牙（2009年） - 「三松」の婦人
- 余命1ヶ月の花嫁（2009年） - 赤須太郎の母 役
- ぼくとママの黄色い自転車（2009年） - 北浦郵便局員
- 孤高のメス（2010年） - 浜野早苗 役
- 八日目の蝉（2011年）
- スノーフレーク（2011年）
- シグナル〜月曜日のルカ〜（2012年） - 宮瀬路子 役
- ジンクス!!!（2013年） - 三村幸枝 役
- 風に立つライオン（2015年） - 福田和恵 役
- あの日の伝言（2018年） - 若村咲恵 役
- 母さんがどんなに僕を嫌いでも（2018年） - 真由叔母さん 役
- 手（2022年）
- スクロール（2023年） - 菜穂の母 役
- 禁じられた遊び（2023年） - 伊原直人の母 役

### CM
- 資生堂（2001年）
- 三井住友銀行（2001年）
- 大塚製薬（2002年）
- ロート製薬（2006 - 2007年）
- 日立グループ（2008年 - ）
- NTT西日本（2011年 - ）
- 日清オイリオ（2012年 - ）
- ニビシ醤油（2014年 - ）
- 大東建託（2018年 -）[10]
- アリナミン製薬（2021年9月 - ）

### その他
- NHKどーもくん20周年スペシャル動画（2018年10月）[11][12][13][14]